# Nina Onílova
Nina Andréievna Onílova (en ruso: Ни́на Андре́евна Они́лова, en ucraniano: Ніна Андріївна Онілова; 10 de abril de 1921 – 8 de marzo de 1942), fue una servidora de ametralladoras soviética que combatió durante la Segunda Guerra Mundial en el Ejército Rojo (54.º Regimiento de Fusileros,  25.º División de Fusileros Chapáyevskaya, Ejército Costero Independiente), luchó contra los alemanes en las batallas de Odesa y Sebastopol desde 1941 hasta 1942.
Fue galardonada con la Orden de la Bandera Roja después de destruir un tanque alemán, Onilova resultó mortalmente herida en un ataque alemán durante la Batalla de Sebastopol. El 14 de mayo de 1965, el Presídium del Sóviet Supremo de la Unión Soviética le concedió póstumamente el título honorífico de Héroe de la Unión Soviética con la Orden de Lenin.

## Biografía

### Infancia y juventud
Nina Onílova nació el 10 de abril de 1921 cerca de Odesa en la Gobernación de Jersón  —entonces parte de la RSS de Ucrania, actualmente ubicada en el Óblast de Odesa en Ucrania— en el seno de una familia de campesinos ucranianos, después de la muerte de sus padres se crio en un orfanato en Odesa, donde también recibió su educación secundaria. Después de graduarse en la escuela, trabajó en una fábrica de prendas de punto en Odesa como costurera.
Onílova desarrolló un interés en las ametralladoras después de asistir a la proyección de la película Chapáyev, una película soviética muy popular en la década de 1930, basada en la vida del destacado comandante de la Guerra civil rusa Vasili Chapáyev, protagonizada por Varvara Miasnikova como Anka, una valiente servidora de ametralladoras, por lo que decidió asistir a clases de entrenamiento en el manejo de ametralladoras en el club paramilitar de su fábrica.

### Segunda Guerra Mundial
El 22 de junio de 1941, la Alemania nazi, sin previa declaración de guerra, invadió la Unión Soviética (véase Operación Barbarroja). En agosto de 1941, cuando comenzó el asedio de Odesa, Onilova se ofreció como voluntaria para el servicio en el Ejército Rojo. Inicialmente fue asignada como médica en el 54.º Regimiento de Fusileros de la 25.º División de Fusileros Chapáyevskaya, del Ejército Costero Independiente al mando del general Gueorgui Sofrónov, pero pronto, gracias a su entrenamiento anterior a la guerra, demostró su valía como servidora de ametralladoras cuando recogió la ametralladora encasquillada de sus compañeros, la desencasquilló rápidamente y la usó para repeler un ataque de un destacamento de alemanes.
En septiembre de 1941, Onílova resultó herida de gravedad pero decidió permanecer con su unidad cuando el 14 de octubre de 1941, se inició la evacuación de la ciudad de Odesa, operación que se completó el 16 de octubre. La invasión de las península de Crimea por parte del 11.º Ejército alemán, al mando del general Erich von Manstein, hacía insostenible la defensa de Odesa, por lo que el Alto Mando soviético ordenó la retirada al puerto de Sebastopol, retirada que se hizo de forma ordenada y con pocas bajas. El 17 de octubre, el convoy que evacuaba a la sargento segundo Nina Onílova llegó a Sebastopol, y rápidamente fue enviada al pueblo de Mekenziya, a unas siete millas al este del centro de la ciudad. En noviembre de 1941, se arrastró a través de veinticinco metros de terreno abierto para destruir un tanque alemán con dos cócteles Molotov, por lo que fue ascendida a sargento y condecorada con la Orden de la Bandera Roja.
En la primavera de 1942, fue nuevamente ascendida a Comandante de una dotación de ametralladoras y a sargento mayor, Onílova resultó gravemente herida por segunda vez durante un ataque alemán a Mekenziya el 1 de marzo de 1942, en el que luchó sin ayuda después de que el resto de la dotación de su ametralladora muriera. Después de su heroica acción  fue trasladada a un hospital de campaña soviético, donde escribió una carta inconclusa para la actriz soviética Varvara Miasnikova, a la que admiraba mucho desde que la viera en la película Chapáyev.

A la verdadera ametralladora Anka de la división Chapáyevskaya, a quien vi en la película Chapáyev. Soy una extraña para usted, camarada, y me disculpará por esta carta. Pero desde el comienzo de la guerra, quise escribirte y conocerte. Sé que no eres esa Anka, no una verdadera ametralladora Chapáevskaya. Pero actuaste como una de verdad y siempre te he envidiado. Soñaba con convertirme en ametralladora y luchar con la misma valentía. Cuando estalló la guerra, ya estaba lista, pasé el curso de manejo de ametralladoras con excelentes notas. Entré, ¡qué felicidad fue para mí! - en la división Chapáyevskaya, la misma, la real. Defendí Odesa con mi ametralladora y ahora defiendo Sebastopol. Me veo, por supuesto, muy débil, pequeña, delgada. Pero te diré la verdad: mi mano nunca vaciló. Al principio tenía miedo. Y luego todo se fue ... Cuando defiendes tu querida tierra natal y tu familia (no tengo familia propia, y por lo tanto toda la gente es mi familia), entonces te vuelves muy valiente y no entiendes lo que es la cobardía. Quiero escribirte en detalle sobre mi vida y cómo, junto a los chapayevitas, lucho contra los fascistas ...
Carta de Nina Onílova, escrita a finales de febrero - principios de marzo de 1942 para la actriz V. Miasnikova. 

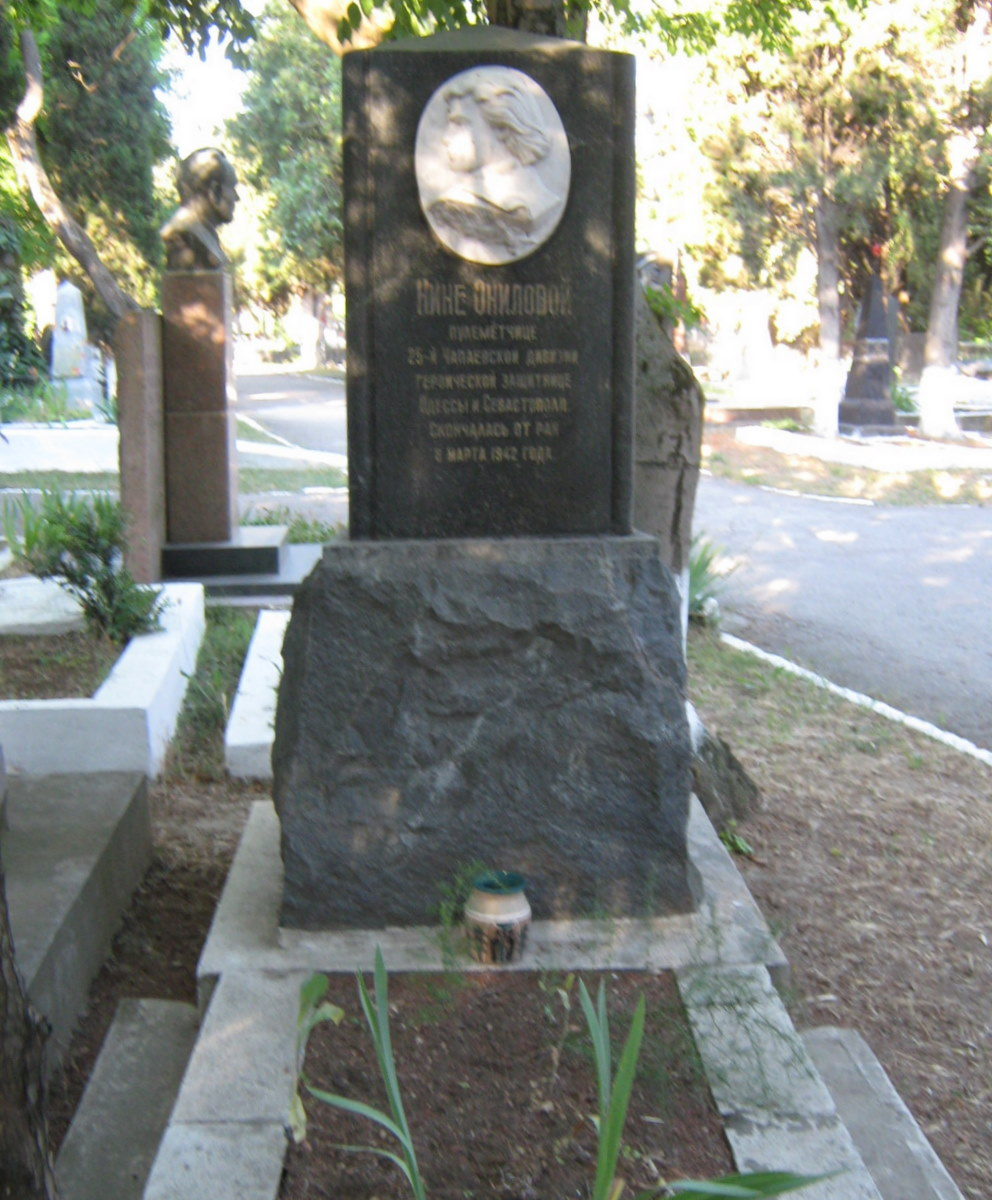
Tumba de Nina Onílova en el cementerio de los comuneros en Sebastopol

En el hospital, la visitó el mayor general Iván Petrov, comandante del Ejército Costero Independiente. Al despedirse dijo: «Gracias, hija. Gracias de todo el ejército. Todo Sebastopol te conoce, todo el país te reconoce.» Murió el 8 de marzo de 1942 a los veinte años y fue enterrada en el cementerio de los comuneros de Sebastopol.
El 14 de mayo de 1965, con ocasión del vigésimo aniversario del fin de la guerra el Presídium del Sóviet Supremo de la Unión Soviética le otorgó póstumamente el título de Heroína de la Unión Soviética y la Orden de Lenin.

## Condecoraciones
Nina Onílova recibió las siguientes condecoracionesː
|  | Héroe de la Unión Soviética (N.º 230; 14 de mayo de 1965); |
|  | Orden de Lenin (14 de mayo de 1965)                        |
|  | Orden de la Bandera Roja (1941)                            |